# ラーオ族
ラーオ族（ラーオぞく）は、ラーオ語（ラオス語）を母語とする者。広義にはラオスおよびタイ東北部（イーサーン）に住むタイ族の一派である。ラオスにおいては約240万人が居住して過半数を占め、タイにおいてはそれを大きく上回る人口のラーオ族が住んでいる。なお、ラオスの国名（サーターラナラット・パサーティパタイ・パサーソン・ラーオ）に反映されている「ラーオ」の語は他の民族を含む「ラオス国籍保有者（「ラオス人」）」という意味でのラーオであり、ここでは説明を省く。また、タイ側に捕虜として連れてこられたのち、タイに居住する様になったラーオ族に関してもこちらでは軽く触れることとし、詳細な説明はイーサーン人に譲るとする。なお、ラーオとされる民族には他北タイに進出したグループもいるが、こちらもタイ・ユワン族に譲るとする。

## 歴史
タイ族の一派であるラーオ族は一説では6世紀頃チエンセーン（タイ北部、チエンラーイ県）に到達し、11世紀にパヤオ（タイ北部、パヤオ県）に到達したとされる。この中からパヤオを後にし、メコン川東岸（ラオス）に移住したグループがあった。これが現在のラーオ族と呼ばれるものである。ナーン王統史にもプーカー王国初期に、二人の王子の一方がナーンメコン東岸に移住する話があり、これがラオスの最初の王朝、ラーンサーン王朝になったとしている（ただし、真偽のほどは不明である）。その後、ラーオ族はクメール王朝を退け王国を成立させた。これが前述のラーンサーン王朝である。このラーンサーン王朝は後に内部争いによって分裂し、周辺諸国の軍事的攻勢を受けて衰退した。このような状況下ラーオ族の国際地位は低くなった。長く現在のラオス地域に影響力を持ち続け、同じタイ族である小タイ族（シャム人）の治めたアユタヤ王朝、チャクリー王朝の君主はラーオ族を同系民族と見なしていたが、一方でラーオ族を「田舎者」と見なしており、一種の蔑視が生じていた。これはラーオ族に小タイ族と別民族であるという意識、つまり一種のナショナリズムを生じさせた。時代は下り、仏領インドシナ時代には、官僚にベトナム人が採用され、ラーオ語による教育および出版なども許可されず、ラーオ族の文化は衰退する一方であった。これらの文化的な抑圧もラーオ族のナショナリズムの高揚を促進した。

## 分布
ラオス政府によるラオス人の定義は以下の通りである。
- 低地ラーオ族（英語版） (ラーオルム)
- 丘陵地ラーオ族 (ラーオトゥン)
- 高地ラーオ族（英語版） (ラーオスーン)

ただし、これは言語などによる分類ではなく極端な言い方をすれば、居住地が低いか高いかの問題であり、少数民族とよばれる民族などの存在が無視されている分類法である。これはラオス政府が全国民の48%を占める少数民族をラオス人として定義することで、同化を促進し少数民族が内乱の原因にならないようにしようとしているからであると言われる。
ラオス国内には240万人（1995年センサス）のラーオ族が居住しており（なお、ラーオ族を含めたタイ・カダイ語族全体では300万人である）、これは国民の52%を占める。一方でタイ国内のラーオ族（イーサーン人）はタイ国民の約3分の1を占めると言われる。なおこれらのイーサーン人と呼ばれる人々はタイ東北部の多数派であるが、バンコク等へ出稼ぎに出ることが多いため、国内に点在している。これらイーサーン人は小タイ族への同一化傾向にある。ラーオ族はカンボジアにも一部が居住しているほか、ベトナム戦争やパテート・ラーオ（ラオス愛国戦線）による内乱でベトナムへ逃れたグループが約50万人いる。

## 言語
ラーオ族はラーオ語（ラオス語）を母語とする。使用文字はラーオ文字である。

## 文化
コーラート台地のはずれにあり、北及び東が山に囲まれているため雨が少なく、土壌の水はけが悪く雨が降ればすぐに氾濫するという地理的状況から食文化は非常に質素であり、餅米に魚やソムタムというのが伝統的なスタイルである。ラオス国内のラーオ族の料理はフランス料理の影響もあり、フランスパンなども食べられる。
宗教的には上座部仏教（小乗仏教）であるが、小タイ族と比べ精霊信仰（ピー信仰）の影響が強い。
音楽には独特のモーラムと呼ばれる音楽がある。しかし現在ではバンコクでイーサーン人によって生産された物の方が主流である。